# Gottfried Kottmann
Gottfried «Göpf» Kottmann (* 15. Oktober 1932 in Zürich; † 6. November 1964 bei Flaach) war ein Schweizer Ruderer, der 1964 in Tokio die olympische Bronzemedaille im Einer gewann. Er war auch als Bobfahrer erfolgreich.

## Werdegang
Kottmann trat als Jugendlicher in den Belvoir Ruderclub in Zürich ein. Seine Karriere begann im Zweier mit Steuermann, in dieser Bootsklasse siegte er 1954 in Amsterdam und 1955 in Gent bei den Europameisterschaften zusammen mit Rolf Streuli und Walter Ludin. 1956 belegten Kottmann, Streuli und Steuermann Walter Rüede in Bled den zweiten Platz hinter dem deutschen Boot. Bei den Olympischen Spielen 1956 in Melbourne gewann das deutsche Boot die Silbermedaille, während die Schweiz nach dem Einmarsch der Roten Armee beim Ungarischen Volksaufstand nicht antrat. 1958 erruderten Kottmann und Streuli mit dem Steuermann Werner Ehrensperger die Bronzemedaille bei der Europameisterschaft in Posen. 
1959 wechselten Kottmann und Streuli in den Vierer ohne Steuermann und siegten zusammen mit Émile Ess und Hansruedi Scheller bei der Europameisterschaft in Mâcon. Bei den Olympischen Spielen 1960 in Rom traten Kottmann und Streuli zusammen mit Paul Kölliker und Kurt Schmid im Vierer ohne an und belegten im Endlauf den sechsten Platz. 
Weniger bekannt war, dass Kottmann ein aktiver Bobfahrer war. Als Crewmitglied von Max Angst gewann er 1960 in Italien WM-Bronze, auch gewann er drei Schweizer Titel im Viererschlitten.
Kottmann wechselte vom Riemenrudern zum Skull. Er blieb aber in den 1960er-Jahren ohne Medaille bei den Europameisterschaften. Bei den Olympischen Spielen 1964 in Tokio erreichte er den Final und belegte dort im Endlauf am 15. Oktober den dritten Platz hinter Wjatscheslaw Iwanow und Achim Hill. Am Tage des Endlaufs feierte Kottmann seinen 32. Geburtstag. 
Gottfried Kottmann gehörte der Kantonspolizei Zürich an. Nur drei Wochen nach dem Gewinn der olympischen Medaille, am 6. November 1964, verunglückte er bei einer nächtlichen Tauchübung der Kantonspolizei bei Flaach und starb an den Folgen. Am gleichen Tag starb auch die Schweizer Radlegende Hugo Koblet, daher gilt dieser Tag als «Schwarzer Tag» des Schweizer Sports. Kottmann hinterliess seine Ehefrau.

## Göpf-Kottmann-Medaille
Seine Ruderkollegen – unter anderem Melchior Bürgin –, die mit ihm an den Olympischen Spielen 1964 in Tokio waren, kreierten in der Todesnacht die Göpf-Kottmann-Medaille als Andenken an Göpf Kottmann. Sie wird jährlich an die beste Rudermannschaft des Landes verliehen und hat in der Schweizer Ruderszene auch heute noch einen hohen Stellenwert.